# Ždírec nad Doubravou
Ždírec nad Doubravou − miasto w Czechach, w kraju Wysoczyna.
Według danych z 31 grudnia 2003 powierzchnia miasta wynosiła 2 674 ha, a liczba jego mieszkańców 2 907 osób.

## Demografia
| Rok             | 1970 | 1980 | 1991 | 2001 | 2003 | 2014 |
| --------------- | ---- | ---- | ---- | ---- | ---- | ---- |
| Liczba ludności | 2618 | 2852 | 2792 | 2783 | 2907 | 3174 |

Źródło: Czeski Urząd Statystyczny